# Escoubès-Pouts
Escoubès-Pouts är en kommun i departementet Hautes-Pyrénées i regionen Occitanien i sydvästra Frankrike. Kommunen ligger i kantonen Lourdes-Est som tillhör arrondissementet Argelès-Gazost. År 2022 hade Escoubès-Pouts 94 invånare.

## Befolkningsutveckling
Antalet invånare i kommunen Escoubès-Pouts
| Referens: INSEE |